# 内山正博 (野球)
内山 正博（うちやま まさひろ、1965年9月25日 - ）は、佐賀県三養基郡基山町出身の元プロ野球選手（投手）、元会社経営者（建設業）。

## 来歴・人物
小学5年で野球を始め、中学時代に外野手になるが、3年次に不祥事で対外試合が自粛となったため陸上部に所属した。
鳥栖高時代は、1年次秋に投手に転向し、1983年に夏の甲子園に出場した。桜井高を降し2回戦に進むが東海大一高に大敗。
1984年に高校卒業後、青山学院大学へ進学。東都大学リーグでは優勝に届かず、怪我もあってわずか3勝に終わる。東都大学リーグ通算29試合登板、3勝8敗、防御率3.23、28奪三振。大学同期に南渕時高がいる。
1988年に大学卒業後、社会人野球の本田技研熊本に進む。同年の日本選手権に出場。尾崎定己との二本柱で勝ち進み決勝に進出するが、東芝のエース菊池総に抑えられ準優勝にとどまる。1989年の都市対抗野球にNTT九州の補強選手として出場。1回戦で先発に起用されるが川崎製鉄千葉に敗退。同年に、日本のメンバーに選ばれる。
1989年オフ、ドラフト外で日本ハムファイターズに入団。
1年目の1990年から中継ぎとして起用され30試合に登板。同年10月9日の対ダイエー戦ではリリーフに立つが、直後に降雨コールドゲームとなり、「0球登板」という珍しい経験をする。
1991年には先発も兼ねて4勝をあげる。1995年限りで現役を引退。
アンダースロー気味のサイドスローからのスライダー、シュート、シンカーを武器とし、「西武キラー」として知られた。
引退後は、佐賀に戻り家業の建設会社を継いだが、2010年に売上不振による債務超過で経営破綻した。

## 詳細情報

### 年度別投手成績
| 年 度     | 球 団     | 登 板 | 先 発 | 完 投 | 完 封 | 無 四 球 | 勝 利 | 敗 戦 | セ 丨 ブ | ホ 丨 ル ド | 勝 率 | 打 者 | 投 球 回 | 被 安 打 | 被 本 塁 打 | 与 四 球 | 敬 遠 | 与 死 球 | 奪 三 振 | 暴 投 | ボ 丨 ク | 失 点 | 自 責 点 | 防 御 率 | W H I P |
| --------- | --------- | ----- | ----- | ----- | ----- | -------- | ----- | ----- | -------- | ----------- | ----- | ----- | -------- | -------- | ----------- | -------- | ----- | -------- | -------- | ----- | -------- | ----- | -------- | -------- | ------- |
| 1990      | 日本ハム  | 30    | 0     | 0     | 0     | 0        | 3     | 0     | 1        | --          | 1.000 | 252   | 60.1     | 60       | 5           | 15       | 1     | 2        | 32       | 1     | 0        | 22    | 20       | 2.98     | 1.24    |
| 1991      | 日本ハム  | 38    | 6     | 2     | 0     | 1        | 4     | 8     | 1        | --          | .333  | 429   | 102.2    | 113      | 14          | 22       | 8     | 2        | 33       | 0     | 0        | 54    | 50       | 4.38     | 1.31    |
| 1992      | 日本ハム  | 16    | 3     | 0     | 0     | 0        | 2     | 2     | 0        | --          | .500  | 212   | 50.0     | 53       | 3           | 18       | 2     | 1        | 16       | 0     | 0        | 31    | 28       | 5.04     | 1.42    |
| 1994      | 日本ハム  | 24    | 0     | 0     | 0     | 0        | 0     | 0     | 0        | --          | ----  | 91    | 19.1     | 27       | 3           | 6        | 0     | 0        | 8        | 0     | 0        | 8     | 8        | 3.72     | 1.71    |
| 通算：4年 | 通算：4年 | 108   | 9     | 2     | 0     | 1        | 9     | 10    | 2        | --          | .474  | 984   | 232.1    | 253      | 25          | 61       | 11    | 5        | 89       | 1     | 0        | 115   | 106      | 4.11     | 1.35    |

### 記録
- 初登板：1990年4月14日、対オリックス・ブレーブス1回戦（東京ドーム）、5回表1死に2番手で救援登板・完了、4回2/3を1失点
- 初奪三振：同上、6回表に松永浩美から
- 初勝利：1990年8月2日、対ロッテオリオンズ17回戦（川崎球場）、5回裏に2番手で救援登板・完了、5回1失点
- 初セーブ：1990年8月18日、対近鉄バファローズ20回戦（岩手県営野球場）、8回裏1死に2番手で救援登板・完了、1回2/3無失点
- 初先発勝利・初完投勝利：1991年5月25日、対西武ライオンズ9回戦（東京ドーム)、9回11安打2失点

### 背番号
- 43 （1990年 - 1995年）